# Роста, Далтон
Далтон Роста (род. 9 ноября 1995 года) — американский боец смешанных единоборств, представитель средней весовой категории. Профессиональном карьеру начал в 2019 году. Известен по участию в престижной лиге Bellator.

## Статистика ММА
| Боёв 9   | Побед 8 | Поражений 1 |
| -------- | ------- | ----------- |
| Нокаутом | 4       | 0           |
| Решением | 4       | 1           |

| Результат | Рекорд | Соперник      | Способ                                    | Турнир                              | Дата            | Раунд | Время | Место          | Примечание         |
| --------- | ------ | ------------- | ----------------------------------------- | ----------------------------------- | --------------- | ----- | ----- | -------------- | ------------------ |
| Поражение | 8-1    | Аарон Джеффри | Решением (единогласным)                   | Bellator 298: Сторли - Уорд         | 11 августа 2023 | 3     | 5:00  | Су-Фолс, США   |                    |
| Победа    | 8-0    | Энтони Адамс  | Решением (единогласным)                   | Bellator 289: Стотс - Сабателло     | 9 декабря 2022  | 3     | 5:00  | Анкасвилл, США |                    |
| Победа    | 7-0    | Ромеро Коттон | Техническим нокаутом (удары)              | Bellator 283: Лима - Джексон        | 22 июля 2022    | 3     | 0:38  | Такома, США    |                    |
| Победа    | 6-0    | Дуэйн Джонсон | Решением (единогласным)                   | Bellator 273: Бейдер - Молдавский   | 29 января 2022  | 3     | 5:00  | Финикс, США    |                    |
| Победа    | 5-0    | Тони Джонсон  | Решением (единогласным)                   | Bellator 256: Бейдер - Мачида 2     | 9 апреля 2021   | 3     | 5:00  | Анкасвилл, США |                    |
| Победа    | 4-0    | Тай Гвердер   | Решением (единогласным)                   | Bellator 250: Мусаси - Лима         | 29 октября 2020 | 3     | 5:00  | Анкасвилл, США |                    |
| Победа    | 3-0    | Марк Гарднер  | Техническим нокаутом (остановка доктором) | Bellator 243: Чендлер - Хендерсон 2 | 7 августа 2020  | 1     | 5:00  | Анкасвилл, США |                    |
| Победа    | 2-0    | Клод Уилкокс  | Техническим нокаутом (удары)              | Bellator 231: Мир - Нельсон 2       | 25 октября 2019 | 2     | 4:23  | Анкасвилл, США |                    |
| Победа    | 1-0    | Коди Видаль   | Техническим нокаутом (травма колена)      | Bellator 219: Авад - Гирц           | 29 марта 2019   | 1     | 1:06  | Темекьюла, США | Дебют в проф. ММА. |